# Sempronius Tuditanus (grand-père de Fulvia)
Pour les articles homonymes, voir Sempronius Tuditanus.
Sempronius Tuditanus est le fils de Caius Sempronius Tuditanus consul en 129 av. J.-C. et grand-père maternel de Fulvie femme de Marc Antoine.
Cicéron le décrit comme un personnage excentrique dans les Philippiques, il raconte que Tuditanus sortait de chez lui et dilapidait l’argent des rostres en le distribuant au peuple, et clairement comme un fou dans les Académiques, caractérisations reprises par Valère Maxime dans ses Faits et dits mémorables.